# Harlesiel
Koordinaten: 53° 42′ 33″ N, 7° 48′ 31″ O
Harlesiel ist seit 1972 ein Ortsteil der ostfriesischen Stadt Wittmund in Niedersachsen und der Fährhafen zur Insel Wangerooge. Zusammen mit dem alten Sielhafen Carolinensiel bilden die beiden Ortsteile das Nordseeheilbad Carolinensiel-Harlesiel.

## Geografische Lage

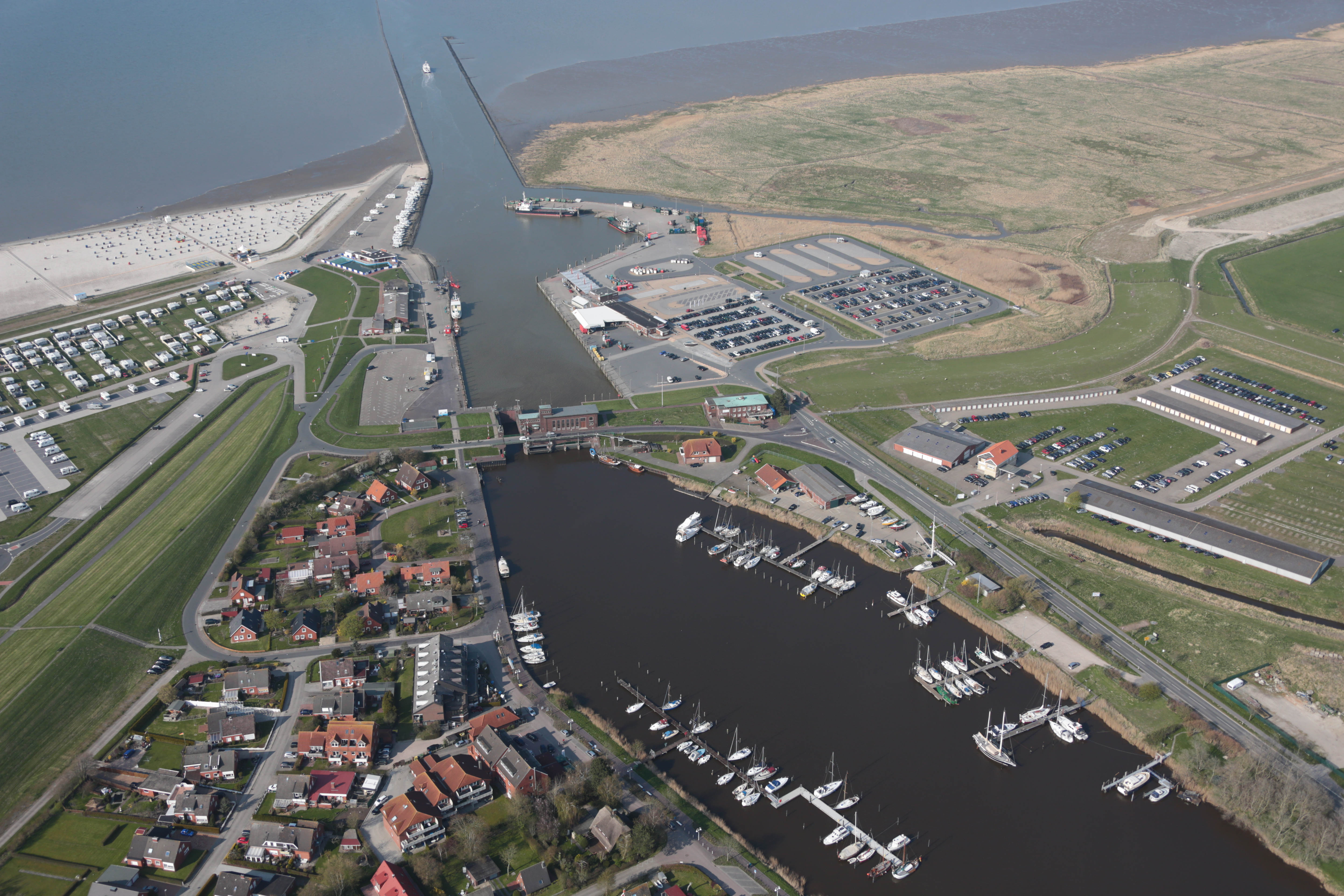
Harlesiel aus der Luft

Harlesiel liegt rund zwei Kilometer nördlich von Carolinensiel an der heutigen Mündung der Harle in die Nordsee, sowie zwischen Neuharlingersiel im Westen und dem östlichen Ende der Ostfriesischen  Halbinsel bei Schillig. Die Entfernung nach Wittmund im Süden beträgt 15 Kilometer, wo auch die Harle ihren Ursprung hat. Zwischen beiden Ortsteilen bildete das Sieltor der Friedrichsschleuse lange Zeit den seeseitigen Abschluss des Sielhafens von Carolinensiel. Harlesiel befindet sich westlich der „Goldenen Linie“. Diese entstand im 17. Jahrhundert als Grenze zwischen dem Fürstentum Ostfriesland und der Grafschaft Oldenburg. Heute ist sie Grenzlinie zwischen den Landkreisen Wittmund und Friesland. Dadurch gehören der Ostteil des Mündungsbereichs der Harle mit dem Ostteil des Außenhafens Harlesiel (Fähranleger nach Wangerooge) und der Flugplatz Harle zur Gemarkung Middoge der Gemeinde Wangerland im Landkreis Friesland.

## Geschichte
Der Ort ist im Rahmen der Einpolderung der Harlebucht entstanden, die man 1550 begonnen hatte trockenzulegen. 1730, nach Eindeichung des Polders Carolinengroden, wurde an der Brücke über die Harle Carolinensiel gegründet. Der dort angelegte Sielhafen erhielt 1765 einen Kilometer weiter nördlich zum Schutz vor Hochwasser die Friedrichsschleuse mit Klappbrücke. Der letzte große Polder in der Bucht war der Elisabethgroden, mit dem die Landgewinnung 1895 einen vorläufigen Abschluss fand. Auf ihm wurde seeseitig ein Fähranleger gebaut, wo Schiffe für Urlauber nach Wangerooge ablegten, die vorher von der Friedrichsschleuse abfahren mussten. Die Anfahrt zum Hafen Harle konnte seit 1890 mit der Eisenbahn über die Bahnstrecke Jever–Harle vorgenommen werden, die über das Vorland außerhalb der Friedrichsschleuse führte.
50 Jahre später waren die Deichbaumaßnahmen an der heutigen Hauptdeichlinie angekommen, wo zwischen 1953 und 1957 der Ort Harlesiel mit einem neuen Hafen am Wattenmeer entstand. Zur Unterstützung der Entwässerung des Gebiets der ehemaligen Harlebucht wurde gleichzeitig ein Schöpfwerk im Deich gebaut, das den Harlesieler Hafen in einen Außen- und einen Binnenhafen trennt. Die Eisenbahnstrecke erhielt eine Verlängerung der Strecke bis in das Vordeichgelände, wo am Anleger ein eigener Bahnhof errichtet wurde. Vor dem heute noch genutzten Gebäude liegt als Relikt ein Stück Gleis, auf dem bis September 2024 zwei ausgediente Wagen der Inselbahn Wangerooge standen. Die Strecke von Carolinensiel führte durch ein Deichschart, das bei Sturmflut verschlossen werden konnte. Die Abfahrtszeiten der Züge waren nicht fest, sondern richteten sich nach den tideabhängigen Fahrzeiten des Fährverkehrs. Bis 1989 war die Strecke für den „Tidezug“ Bestandteil im Streckennetz der Bundesbahn.
Der gesamte Außenhafen liegt im Vordeichbereich des Elisabethaußengroden, einem Naturschutzgebiet, das seit 1. Januar 1986 zum Nationalpark Niedersächsisches Wattenmeer gehört. Sturmfluten können dieses Gebiet überschwemmen.
Die Siedlung Harlesiel gehört zur Gemarkung Carolinensiel. Die Gemeinde Carolinensiel fusionierte am 1. Juli 1968 mit den Gemeinden Berdum und Funnix zur Gemeinde Harlesiel. Diese wurde wiederum am 16. Juli 1972 nach Wittmund eingemeindet.

## Schöpfwerk Harlesiel
Beherrschendes Bauwerk in Harlesiel ist das Mündungsschöpfwerk am Deich zum Wattenmeer. Es dient der schadlosen Abfuhr des überschüssigen Oberflächenwassers aus dem Einzugsgebiet der Harle, das sich bis oberhalb von Wittmund hinzieht. Zuständige Betreiberin ist die Sielacht Wittmund, eine Körperschaft ÖR und einer von 114 Wasserverbänden in Niedersachsen. Die Harle entwässert auf 23 km Länge das 22.070 ha große Einzugsgebiet durch das Siel bzw. über das Schöpfwerk in das Harlesieler Watt und die Nordsee.
Im Zuge der Einpolderungen der Harlebucht wurde der Verlauf der Harle bis an die äußere Deichlinie entsprechend angepasst und am Übergang zum Wattenmeer mit einem Siel versehen. Dadurch wird der Tideeinfluss und eine Verbrackung des Unterlaufs der Harle verhindert. Damit bei Ebbe die Harle nicht leerläuft, wurde zusätzlich zu den zwei Drehtoren ein Hubtor in den acht Meter breiten Sieldurchlass eingebaut. Neben dem Vorteil der doppelten Deichsicherheit kann dadurch der Abfluss der Harle in die Nordsee beeinflusst werden. Eine zweite Entlastungsmöglichkeit besteht über die daneben liegende Schleuse.

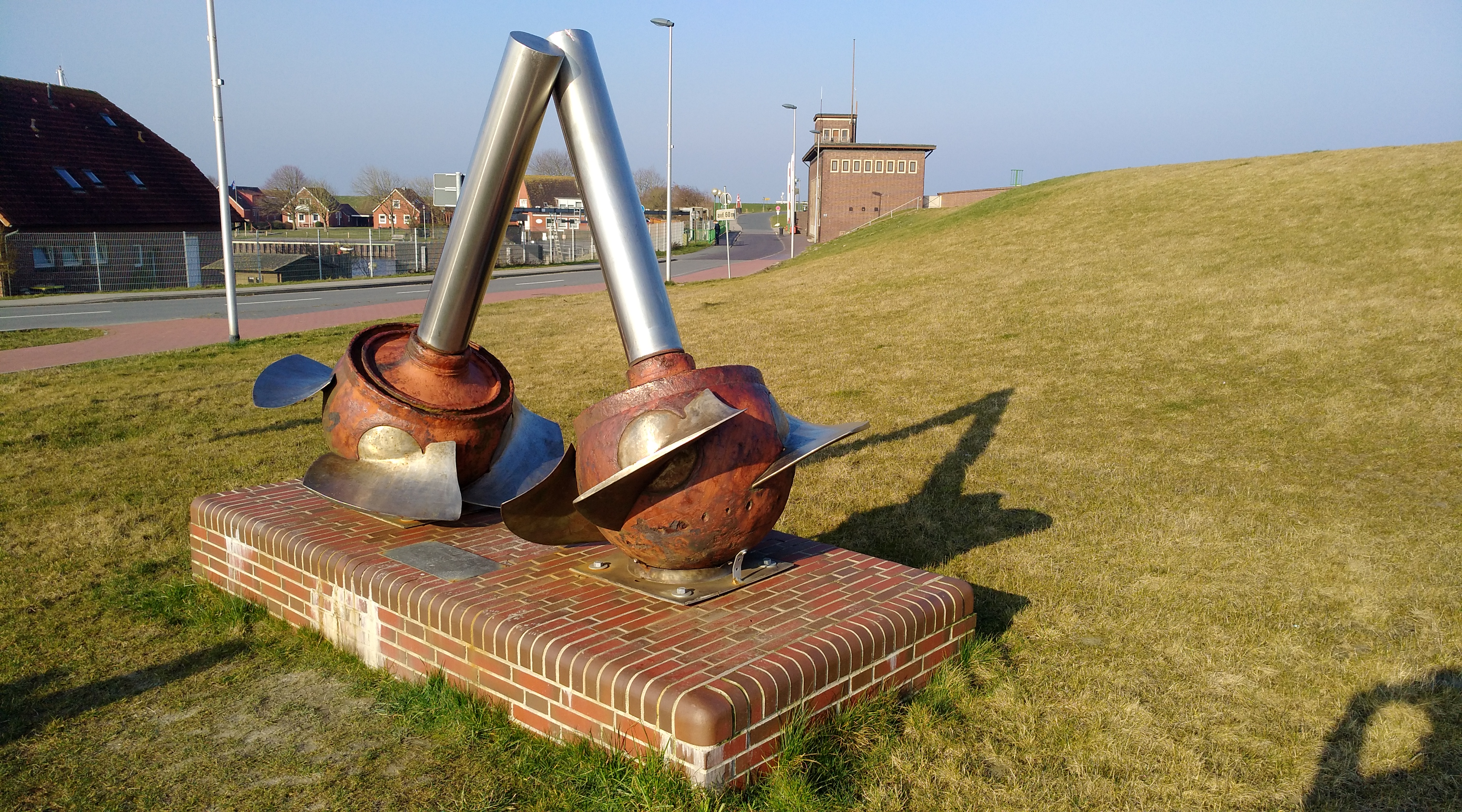
Die alten Laufräder aus dem Schöpfwerk mit verstellbaren Schaufeln

Das Schöpfwerk ist erforderlich, um auch in Zeiten von Sturmflut oder bei lang anhaltenden Regenfällen eine ausreichende Wasserabfuhr zu ermöglichen und dadurch Überschwemmungen im Einzugsgebiet zu vermeiden. Anfangs waren zwei elektrische Pumpen und eine Dieselpumpe in der Lage, zusammen 15,3 m³ Wasser pro Sekunde ins Watt zu fördern. Jedoch war diese Leistung auf Dauer nicht ausreichend. Nach 40 Jahren Betriebszeit konnten 1993 drei neue Pumpen mit einer Gesamtleistung von 24 m³ pro Sekunde in Betrieb gehen. Von den zwei alten Pumpen liegen noch die Propellerköpfe mit den verstellbaren Schaufeln auf der Wiese neben dem Schöpfwerk.
Die anfänglich durch Sielwärter betreute Anlage wird inzwischen im Automatikbetrieb gefahren. 2011 erfolgte eine größere Revision der Anlagenteile mit Optimierung des Pumpbetriebs über eine neue Steuerung. Diese ermöglicht auch den Pumpbetrieb bei geringeren Außenwasserständen als vorher, sodass mit den verlängerten Pumpzeiten das Abfuhrvermögen deutlich erhöht werden konnte. Die Steuerung sorgt dafür, dass der Wasserstand im Binnenhafen möglichst konstant bleibt.

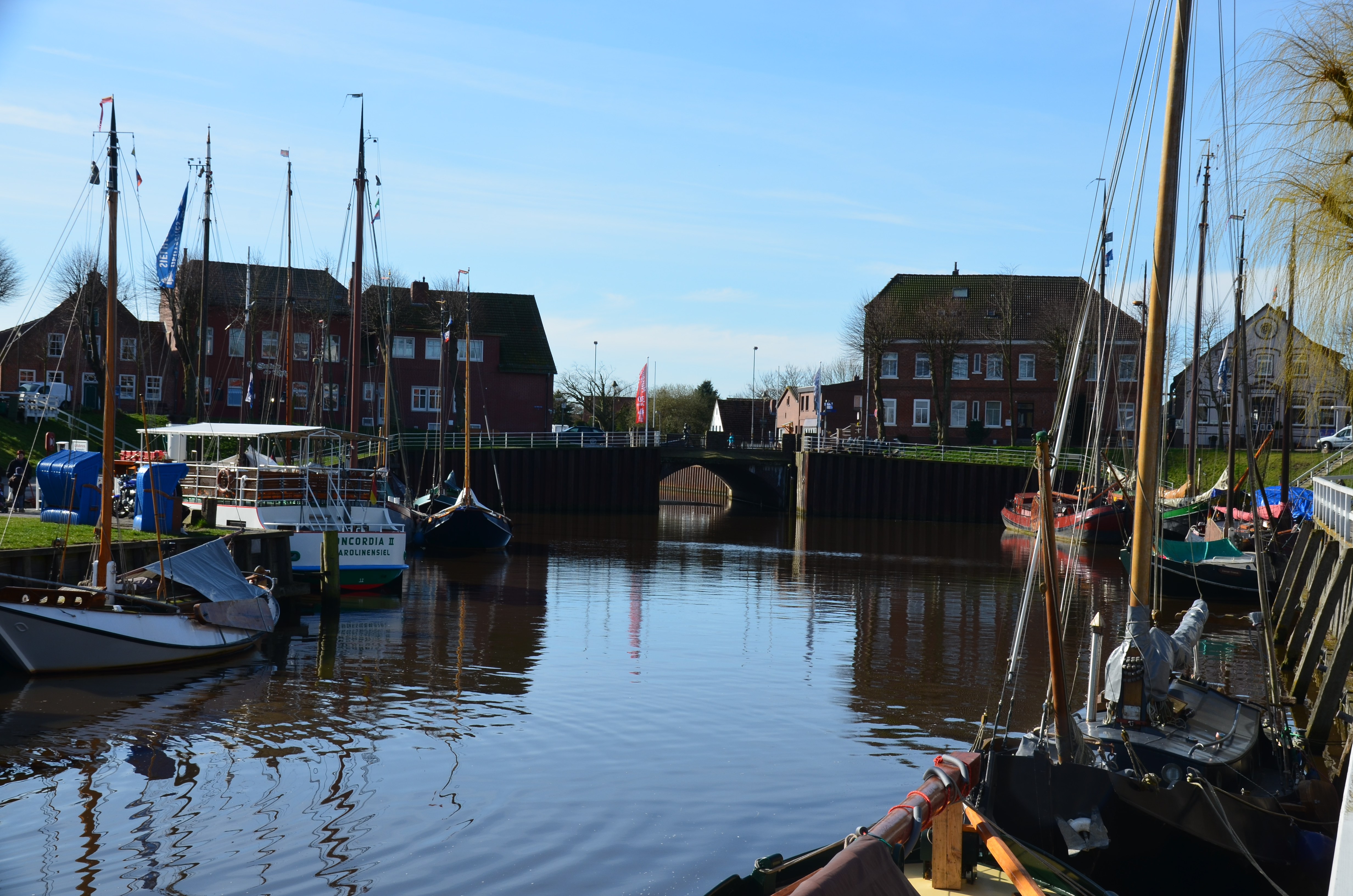
Brückendurchlass Carolinensiel

In Zeiten von lang anhaltenden Niederschlägen ist der Wasseranfall im Einzugsgebiet der Harle so groß, dass trotz der Leistungssteigerung beim Schöpfwerk die Wasserabfuhr nicht ausreicht und Überflutungen beispielsweise im Bereich der Stadt Wittmund auftreten. Als ein Nadelöhr hat sich der Brückendurchlass der Harle in Carolinensiel herausgestellt. Jedoch gestaltet sich die Vergrößerung des Durchlasses wegen der dichten Bebauung als sehr schwierig.
Um das Auftreten von Überschwemmungen zu minimieren, hat die Sielacht zwischen 2015 und 2019 einen Hochwasserschutzpolder unterhalb der Kreisstadt gebaut. Im Hochwasserfall können rund 470.000 m³ Wasser in dem 20 ha großen Polder zwischengespeichert werden. Dazu wurde ein Pumpwerk mit zwei Pumpen gebaut, das maximal drei m³ pro Sekunde aus der Harle entnehmen kann. Nach Ablaufen des Hochwassers kann der Inhalt des Polders frei in die Harle ablaufen.

## Hafen

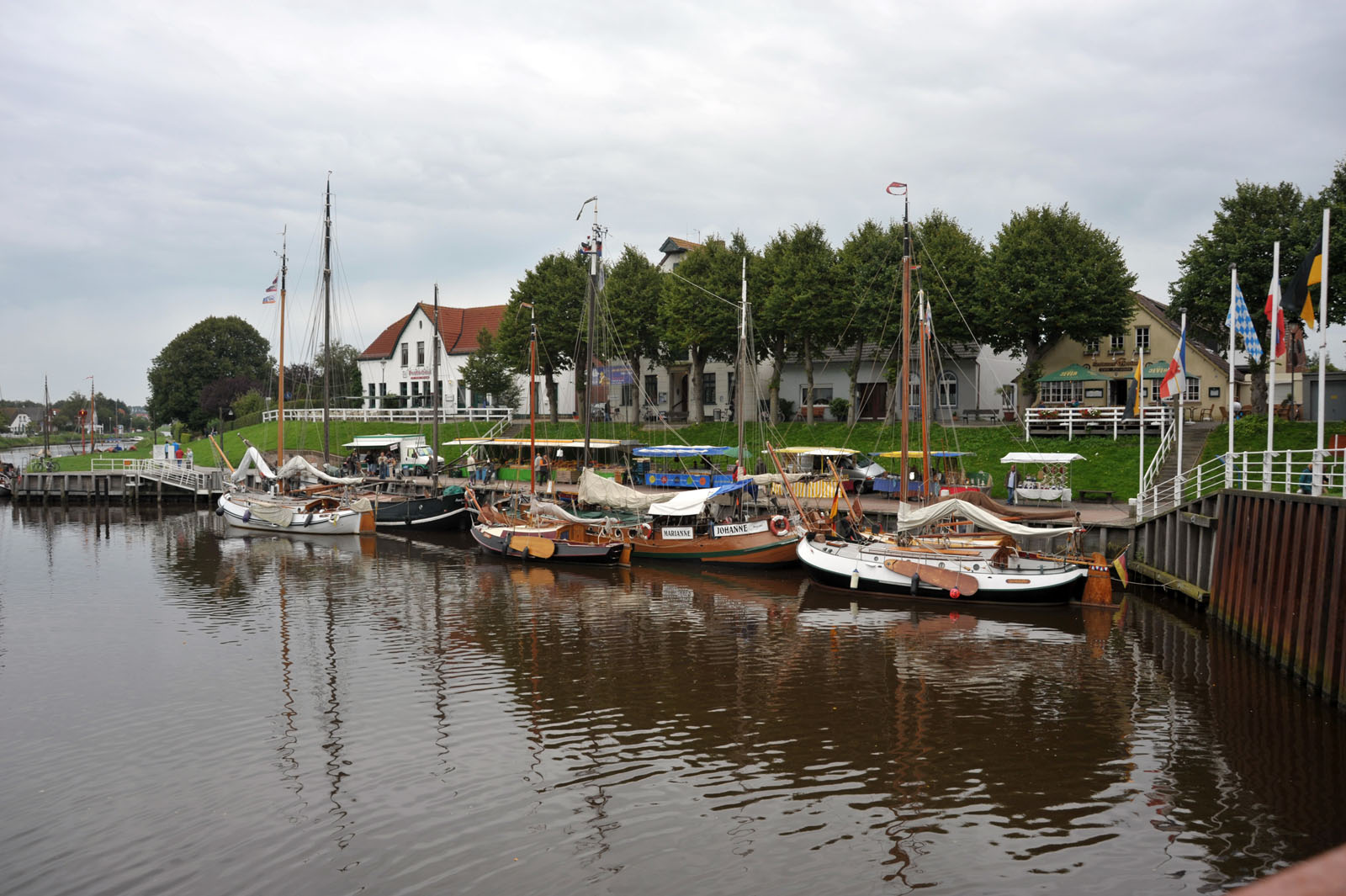
Museumshafen Carolinensiel

Bedingt durch das Schöpfwerk im Deich entstand in Harlesiel ein Außen- und Binnenhafen. Zusammen mit dem zurückliegenden Sielhafen in Carolinensiel konnte die Kurverwaltung den Werbeslogan verfassen: „3 Häfen - 2 Orte - 1 Nordseeheilbad“.
Außenhafen 
Der Ausbau zum Außenhafen erfolgte in den 1950er Jahren mit der Verlegung des Hafens Harle in das Vordeichgelände. Die Zufahrt vom Wattenmeer wird westlich und östlich durch Molen geschützt. Der tideabhängige Hafen dient hauptsächlich der Versorgung der Inselgemeinde Wangerooge und dem Touristikverkehr dorthin. Ganzjährig betreibt die Deutsche Bahn den Fährverkehr zum Inselhafen. Dazu sind auf der Hafenostseite entsprechende Lager- und Umschlagseinrichtungen und das Fährterminal vorhanden, die über eine Zufahrtsstraße direkt erreichbar sind. Durch die Lage im Vordeichgelände sind diese Einrichtungen bei Sturmflut nicht gegen Überflutung geschützt. Am Kai auf der Westseite sind die Fischer beheimatet, die vom alten Fischereihafen an der Friedrichsschleuse in den neuen Außenhafen verlegt hatten.
Binnenhafen

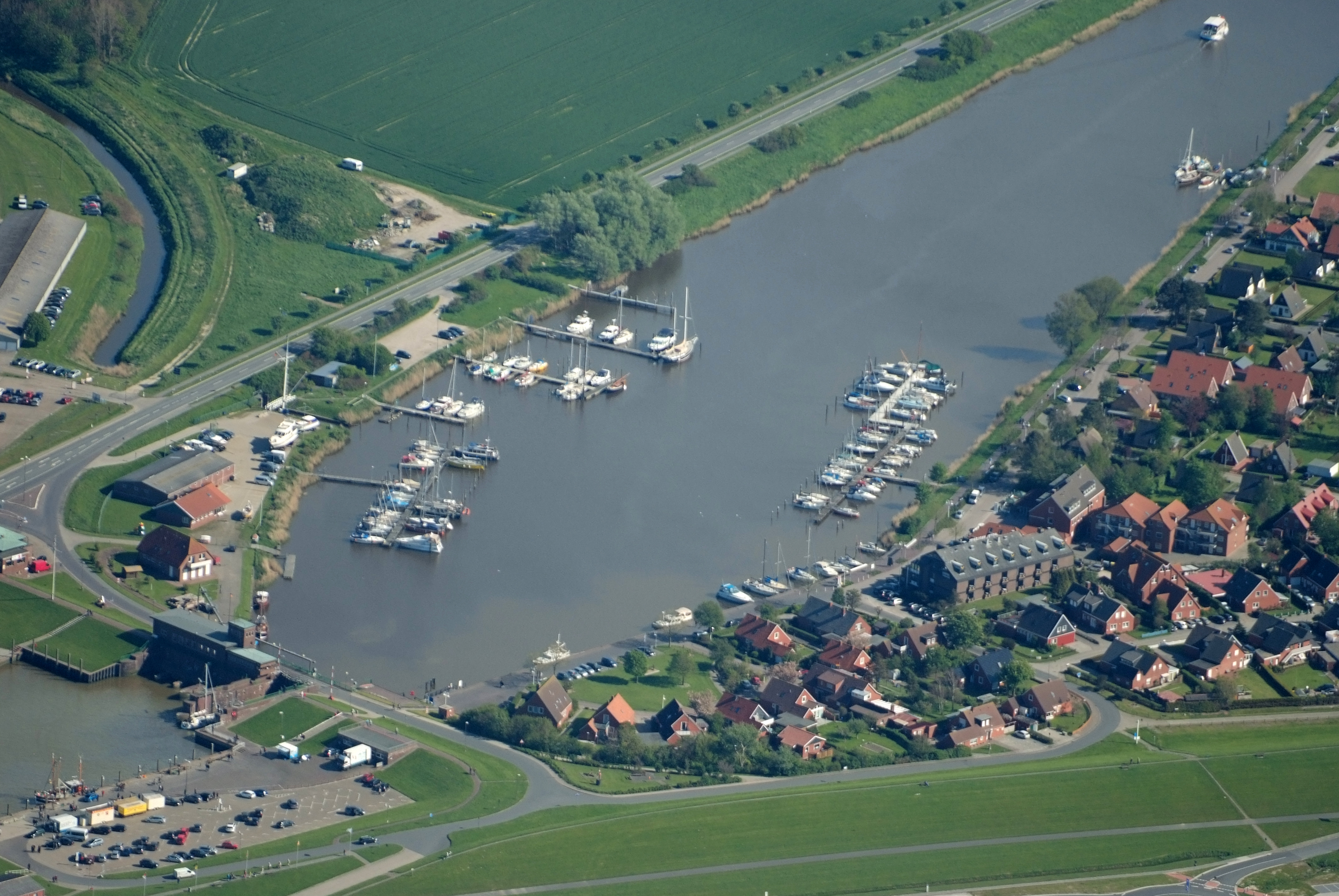
Der Binnenhafen aus der Luft

Der Binnenhafen entstand durch die Verbreiterung der Harle zwischen Friedrichsschleuse und Harlesiel als Speicherraum für das Schöpfwerk. Der Mahlbusen besitzt eine Wasserfläche von 12 ha, die als Jachthafen genutzt wird. Eine wirtschaftliche Bedeutung hat der Hafen mit seinen beidseitigen Kailiegeplätzen am nördlichen Ende vor der Schleuse nicht. Zwei Kilometer oberhalb liegt der Museumshafen Carolinensiel, der heute nur noch ein Museumshafen für Traditionsschiffe ist. Dazwischen liegt die Friedrichsschleuse mit der markanten Klappbrücke.
Schleuse
Für die Passage vom Außen- zum Binnenhafen ist neben dem Schöpfwerk eine Bootsschleuse errichtet worden. Betriebszeit ist zwischen dem 15. April und 15. Oktober eines Jahres. Bei einer Breite von acht Metern beträgt die nutzbare Länge der Kammer 18,50 m. Für Schiffe, die diese nutzbare Länge überschreiten, kann die Schleuse nur bei Stauwasser durchfahren werden – soweit der Tiefgang es erlaubt. Die Drempelhöhe liegt bei NN - 2,40 Meter, bei Wasserständen unter 1,40 Meter wird nicht geschleust. Für die Durchfahrt von Schiffen mit höheren Aufbauten bzw. längeren Masten muss die Straßenbrücke am Schöpfwerk angehoben werden.

## Verkehr
Schiffsverkehr

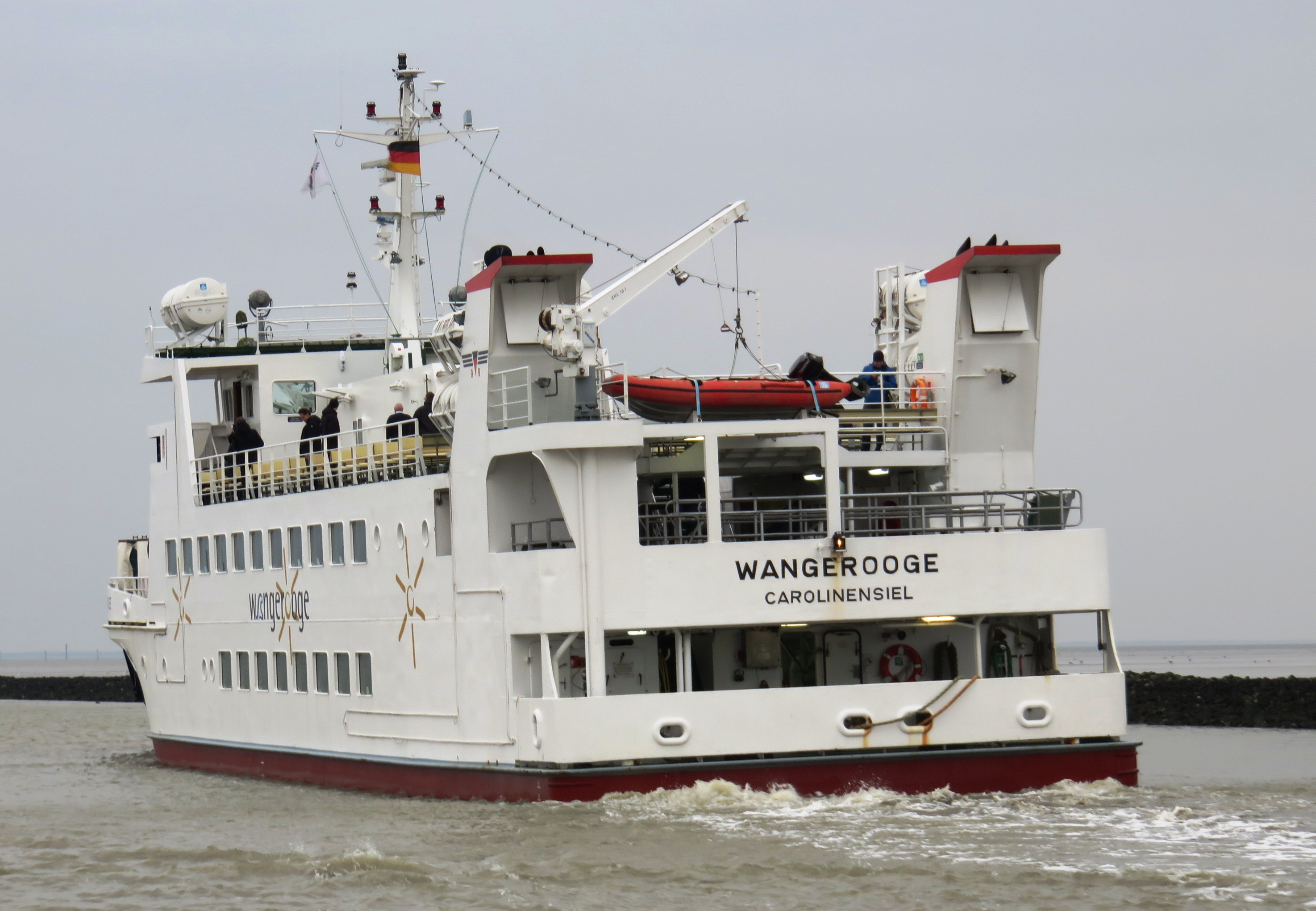
Fährschiff WANGEROOGE

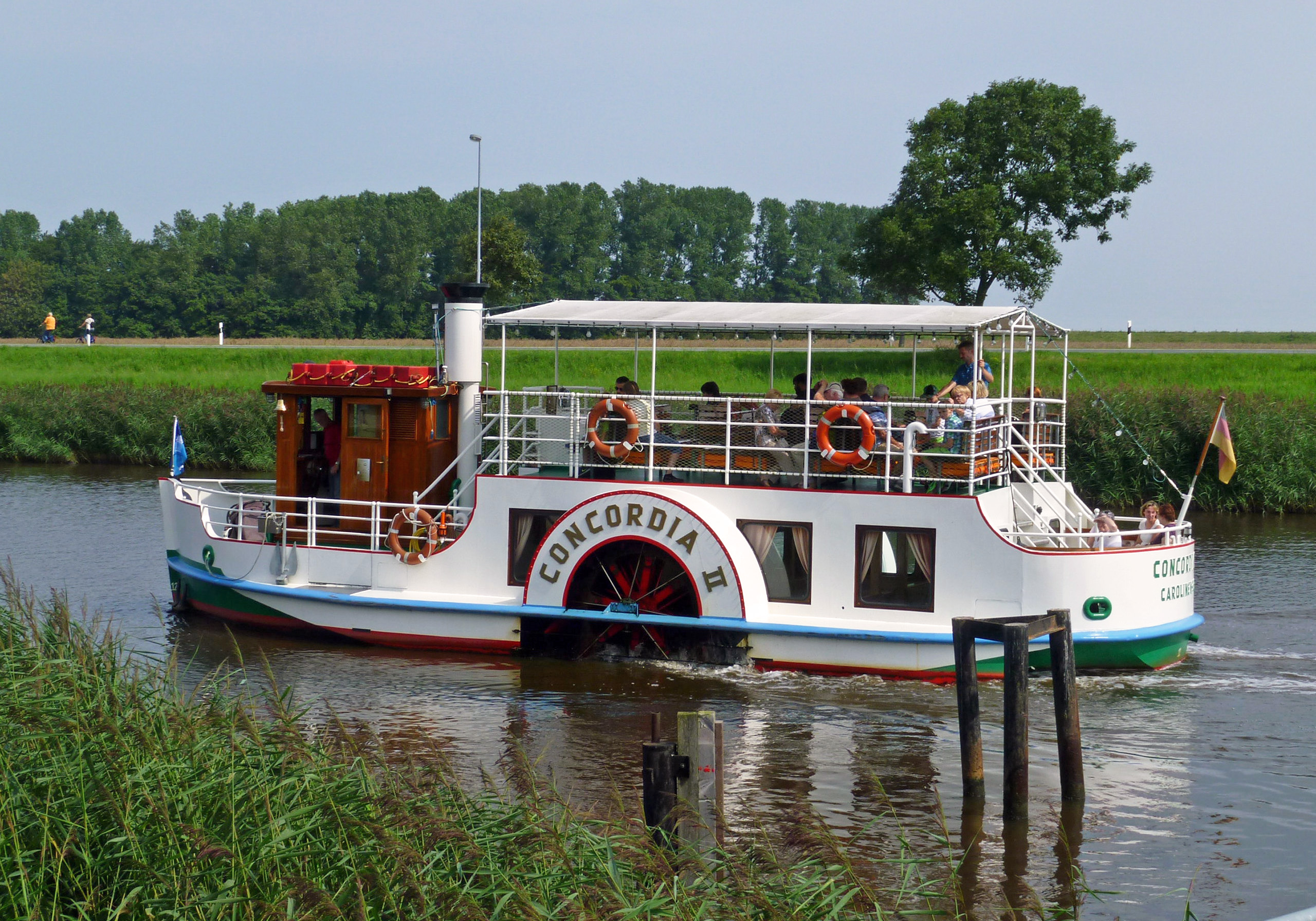
Raddampfer CONCORDIA II

Der Außenhafen dient vorwiegend dem Fähr- und Frachtverkehr zur Insel Wangerooge, der durch Schiffe der Reederei Warrings durchgeführt wird. Zur Ver- und Entsorgung der Insel Wangerooge mit Gütern aller Art werden zwei RoRo-Schiffe eingesetzt, die an einem separaten Kai be- und entladen werden.
Den Fährverkehr betreibt die Schifffahrt und Inselbahn Wangerooge (SIW), eine Organisationseinheit der Deutschen Bahn, die zu diesem Zweck zwei Personenfährschiffe der Reederei Warrings gechartert hat. Pro Jahr nutzen mehr als 200.000 Reisende den Service der SIW. Die Schiffe transportieren das Gepäck der Fahrgäste in besonderen Containern, die auf dem Vorschiff mitgenommen werden. Im Inselhafen werden diese auf die Inselbahn verladen und bis zum Dorfbahnhof gebracht, wo auf dem Vorplatz das Gepäck entnommen werden kann. Notwendige Gepäcktransportscheine können am Terminal Harlesiel erworben werden. Wie auch die Fahrkarten können diese vorab über das Internet gebucht werden. Handgepäck kann kostenfrei mit an Bord genommen werden. Wegen der Wartezeiten am Fährterminal wird empfohlen, mindestens 60 Minuten vor Fährabfahrt am Anleger in Harlesiel anzukommen. Die Fahrzeit bis zum Inselbahnhof Wangerooge beträgt ca. 90 Minuten.
Von der Westseite des Außenhafens starten in den Sommermonaten Ausflugsschiffe zu Rundfahrten ins Weltnaturerbe Wattenmeer. Zwei Schiffe der Reederei Albrecht liegen dort am Kai für Seebestattungen. Die Firma hat für Hinterbliebene einen Ort der Gedenkens geschaffen und die „Brücke der Erinnerung“ im Vorland der Ostseite errichtet.
Zwischen Binnenhafen und Museumshafen Carolinensiel pendelt im Sommer der kleine Raddampfer CONCORDIA II über die Harle.
Straßenverkehr
Direkt am Fährhafen auf der Ostseite der Harle endet die Bundesstraße 461, die östlich von Wittmund von der Bundesstraße 210 abzweigt. Bis 2019 wurde als Zufahrt zum Außenhafen das Deichschart der stillgelegten Bahnlinie genutzt. Nach dem Rückbau und der Integration in die Deichlinie führt seitdem die Zufahrt über eine Deichrampe (Deichtrift) in den Außenbereich.
Die im Außenbereich liegenden Parkplätze werden jeweils eine Stunde vor Abfahrt der Fähren geöffnet und sind getrennt nach Langzeit- und Tagesgästen. Die Plätze sind nicht jederzeit hochwasserfrei. Durchgehend geöffnete Parkplätze und Garagen für Langzeiturlauber sind vor dem Deich am Flugplatz zu finden. Neben dem Fährterminal besteht ein kleiner Busbahnhof, wo Linienbusse nach Jever, Wittmund und Norden abfahren. Ein Ersatz für die Bahnlinie besteht durch den „Tidebus“ der DB, der einen Anschluss zum Bahnhof in Sande (Friesland) herstellt.
Flugverkehr

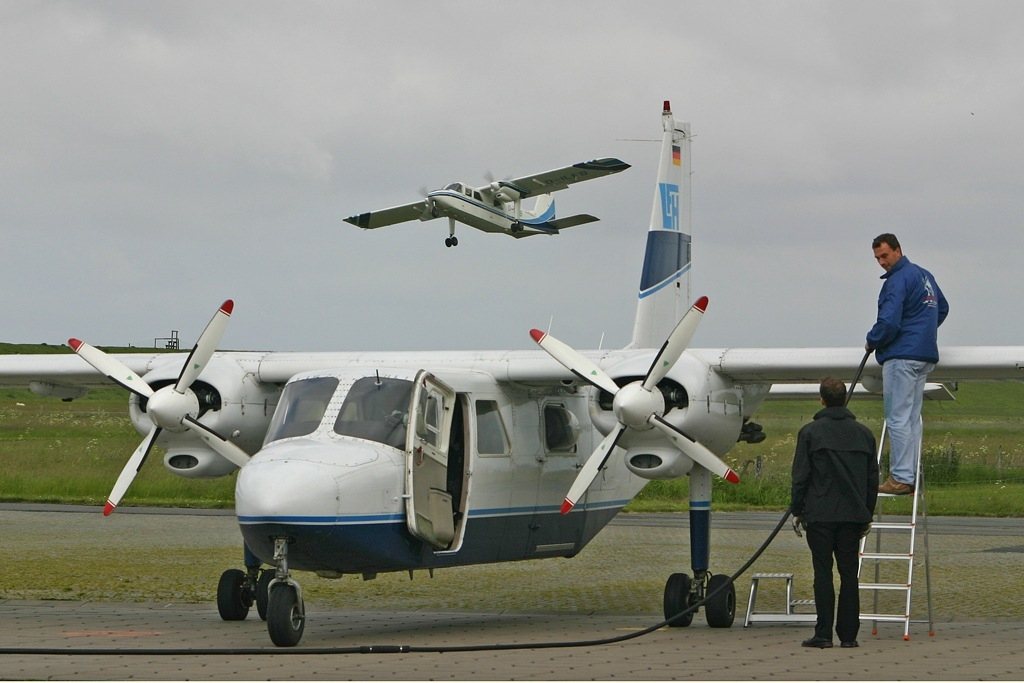
Am Flughafen Harle

Seit 1972 besteht östlich vom Schöpfwerk ein Sonderlandeplatz mit einer asphaltierten Start- und Landebahn von 510 Meter Länge und 20 Meter Breite. Dort betreibt FLN Frisia-Luftverkehr den Flugverkehr mit regelmäßigen Verbindungen nach Wangerooge. Daneben werden auch Flüge zu den anderen Ostfriesischen Inseln und nach Helgoland angeboten. Die Anfahrt zum Empfangsgebäude erfolgt über das davor liegende Parkplatzgelände.
Schienenverkehr (ehemalig)

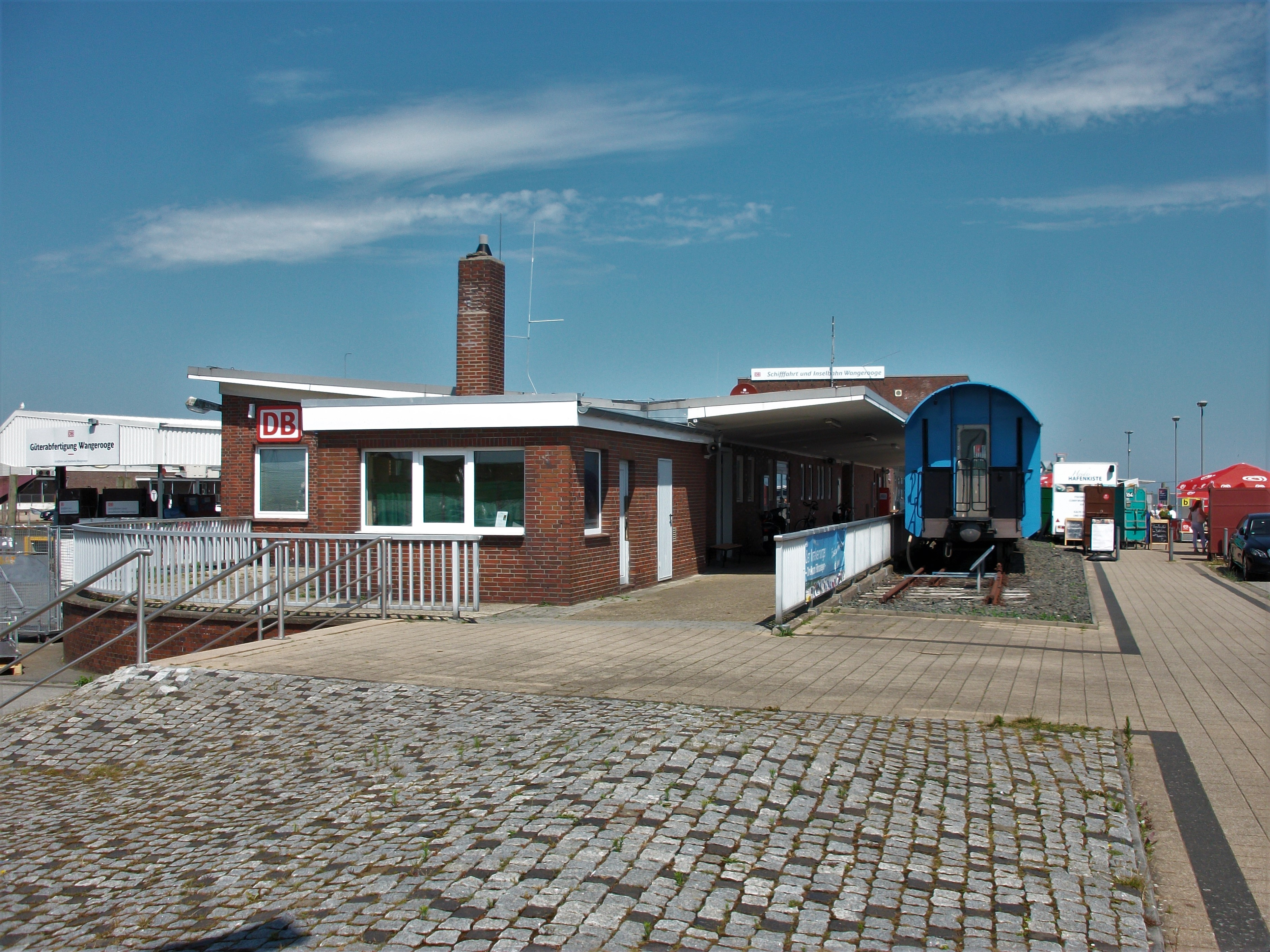
Ehemaliges Empfangsgebäude des Bahnhofs Harle

Zum Harlesieler Hafen führte zwischen 1888 und 1990 die Bahnstrecke Jever–Harle. Der Bau der Bahn war vom Großherzogtum Oldenburg initiiert worden, um den Badebetrieb auf der einzigen oldenburgischen Nordseeinsel Wangerooge zu fördern. Dadurch befindet sich die einstige Bahntrasse samt dem ehemaligen Bahnhof Harle im Fährhaus Harlesiel östlich der historischen Grenze „Goldene Linie“ in der Gemarkung Middoge der Gemeinde Wangerland (heutiger Landkreis Friesland) und nicht in der Gemarkung Carolinensiel (heutiger Landkreis Wittmund), der Harlesiel angehört.

## Bevölkerung und Tourismus
| Jahr | Einwohner | Touristen 1 |
| ---- | --------- | ----------- |
| 1959 | 63        | 117         |
| 1969 | 179       | 251         |
| 1979 | 344       | 817         |
| 1989 | 568       | 1189        |
| 1999 | 727       | 3167        |
| 2009 | 809       | 4880        |

1959 wurden zur Förderung des Tourismus auf der westlichen Hafenseite ein Campingplatz, eine Minigolfanlage, ein Kinderspielplatz und ein Meerwasserfreibad gebaut. Seit den 1960er Jahren existiert durch Sandanschüttung ein künstlicher Badestrand, der bis in die Gegenwart flächenmäßig erweitert worden ist. In den folgenden Jahren wurden das „Haus des Gastes“ (heute „Cliner Quelle“) in Carolinensiel, das Strandschwimmbad und viele weitere kommerzielle Clubs gegründet. Daneben sind Standplätze für Wohnmobile an der Mole im Hafen und neben dem Campingplatz geschaffen worden.